# Kristina Tsirekidze
Kristina Tsirekidze (Georgia, 14 de junio de 1983) es una modelo rusa/georgiana.

## Biografía
Nació en 1983 en Rusia. Tiene nacionalidad georgiana, aunque nunca haya habitado el país, gracias a sus padres.

## Carrera
A sus 14 años, Tsirekidze formó parte de un casting de modelaje en Rusia por primera vez. 2 semanas después, la modelo ya había sido mandada a París, donde trabajó para marcas como Christian Dior y Chanel.
Tsirekidze trabajo para marcas como Emanuel Ungaro, Comme des Garçons, Fendi, Cerruti, Givenchy, Alexander McQueen, etc.
A lo largo de su carrera, Tsirekidze desfiló para +100 desfiles. También estuvo en las revistas Elle, Harper's Bazaar, Número France, etc.

## Filmografía
| Año  | Título      | Rol     |
| ---- | ----------- | ------- |
| 2004 | Double zéro | Body #2 |

## Enlaces
- Kristina Tsirekidze en Instagram
- https://www.fashionmodeldirectory.com/models/Kristina_Tsirekidze/